# Rydingia
Rydingia, biljni rod medićevki smješten u tribus Leucadeae, dio potporodice Lamioideae. Pripadaju mu 4 vrste grmova iz sjeveroistočne tropske Afrike, juga Arapskog poluotoka i od Irana do Kašmira 
Rod je opisan 2007., a u njega su uklopljene vrste izdvojene iz roda Otostegia.

## Vrste
1. Rydingia integrifolia (Benth.) Scheen & V.A.Albert
2. Rydingia limbata (Benth.) Scheen & V.A.Albert
3. Rydingia michauxii (Briq.) Scheen & V.A.Albert; endemski polugrm iz Irana
4. Rydingia persica (Burm.f.) Scheen & V.A.Albert